# Константиноградский легкоконный полк
Константиноградский легкоконный полк — кавалерийский полк Русской императорской армии.

## История
Сформирован 28 июня 1783 года из Иллирического и Воложского гусарских полков для Екатеринославской конницы. 29 августа 1790 года обращён на создание Павлоградского (затем переименованного в Таврический) конно-егерского полка.
Франсиско Миранда, бывший в Крыму в свите Г. А. Потёмкина в январе 1787 года во время подготовки к Таврическому вояжу Екатерины II, писал: "Неподалеку переправились через речку Карасумир, затем проехали два небольших селения — одно из них Бурандук, речку Андат и тут же рядом Кишлав, где остановились переночевать. Там находится деревня, а также поместье графа Разумовского, ранее же была усадьба некоего богатого мирзы, расположенная в восхитительной местности. Тут же дислоцированы Константиноградский кавалерийский полк и казачий эскадрон. ".
Запись в «Журнале Высочайшему Ея Императорского Величества путешествию…»:
«Мая 27 [1787], благоугодно было Ея И. В. и Графу Фалкенштейну, выехав из Карасубазара по полудни в 2 часа, продолжать путь через Меллек 17, речку Андал 13, в Старый-Крым 18 верст, куда прибыть изволили в 7 часу вечера. При Андале стоявший в строю легкоконный Константиноградский полк и при въездах в Старый Крым легкоконный Таврический полк отдавали честь с преклонением штандартов, били в литавры и играли на трубах; когда же настала ночь, то сад прилегающий к дому для Высочайшего пребывания изготовленному и вся окружность были иллюминированы».

## Известные люди, служившие в полку
- Львов, Андрей Лаврентьевич, генерал-майор